# Даніель Міллер Тененбаум
Даніель Міллер Тененбаум або просто Даніель (порт. Daniel Miller Tenenbaum; нар. 19 квітня 1995, Ріо-де-Жанейро, Бразилія) — бразильський футболіст, воротар клубу «Фламенгу», який на правах оренди виступаї в «Маккабі» (Тель-Авів). Даніель має єврейське коріння, тому може претендувати на ізраїльське громадянство.

## Життєпис
Народився в Ріо-де-Жанейро. Спочатку виступав за футзальну команду клубу, а також займався академічним веслуванням. У 2011 році 15-річний даніель потрапив до молодіжної футбольної команди «Фламенгу». У 2014 році головний тренер бразильців Вандерлей Лушембурго перевів молодого воротаря до першої команди.
7 грудня 2014 року Даніель вперше потрапив до заявки на матч Серії A й того ж дня дебютував за «Фламенгу» в нічийному (1:1) поєдинку проти «Греміо», вийшовши на поле з лави для запасних у другому таймі замість польового гравця Артура, оскільки воротар Сезар був вилучений з поля.
31 серпня 2016 року Даніель був орендований ізраїльським клубом «Маккабі» (Тель-Авів).

## Титул і досягнення
- Чемпіон Ізраїлю (2):

«Маккабі» (Тель-Авів): 2018-19, 2019-20
- Володар Кубка Тото (4):

«Маккабі» (Тель-Авів): 2017-18, 2018-19, 2020, 2023-24
- Володар Суперкубка Ізраїлю (2):

«Маккабі» (Тель-Авів): 2019, 2020
- Володар Кубка Ізраїлю (1):

«Маккабі» (Тель-Авів): 2020-21